# Heures supplémentaires en droit français
Cet article fait état des heures supplémentaires en droit français

## Principes
En France, les heures supplémentaires s’effectuent « à la demande de l'employeur ou avec son accord même implicite ». Elles ne s'appliquent pas au contrat à temps partiel. Pour ces contrats, il est fait usage de la notion d'heures complémentaires.
La réalisation d'heures supplémentaires ouvre droit à une contrepartie : elles donnent lieu soit à une majoration de salaire soit à l'octroi, sous condition, d'un repos compensateur équivalent. De plus, un nombre important d'heures supplémentaires peut générer pour le salarié le bénéfice d'un droit à repos qui s'ajoute à la majoration.
Le taux de majoration des huit premières heures supplémentaires est, en principe, de 25 %. Cependant, un accord collectif (de branche étendu ou d'entreprise) peut prévoir un taux différent, sans être inférieur à 10 %. Les heures suivantes donnent lieu à une majoration de 50 %.
En l'absence d'accord les quatre premières heures supplémentaires étaient, jusqu'au 1er octobre 2007, majorées de 10 % dans les entreprises de moins de 20 salariés.
Par exemple, dans le secteur de la restauration traditionnelle, les heures effectuées entre la 36e et la 39e heure sont majorées de 10 %, celles entre la 40e et la 43e heure de 20 %.
La mise en place d'heures supplémentaires incombe uniquement à l'employeur, le salarié ne peut en aucun cas l'exiger. De plus, le refus par le salarié de les exécuter constitue une faute passible de sanction disciplinaire pouvant aller jusqu'au licenciement.

### Décompte
En France, la durée légale de travail est fixée à 35 heures par semaine. En principe, le temps de travail étant décompté par semaine civile, les heures effectuées chaque semaine au-delà de cette durée légale sont des heures supplémentaires.
Mais, dans certaines professions, il existe des dérogations au mois ou sur une durée supérieure.

#### Jusqu'en 2008
Il existait en droit français plusieurs dérogations au principe du décompte des heures supplémentaires par semaine civile : octroi de jours de repos dit « RTT », cycle, modulation, annualisation. Dans la  grande majorité des cas, ces modalités dérogatoires du décompte des heures supplémentaires ne peuvent être introduites que par des accords d'aménagement et de réduction du temps de travail.
- L'attribution de jours de réduction du temps de travail: Lors de l'instauration des 35 heures, cette obligation pouvait être respectée par l'attribution de jours de repos compensant arithmétiquement le maintien de la durée hebdomadaire de travail à 39 heures ou à un seuil inférieur. Il convient de ne pas confondre jours RTT et repos compensateur de remplacement.

1. Jours RTT sur 4 semaines: C'est le seul système dérogatoire qui peut être mis en place sans accord collectif. Plusieurs journées ou demi-journées de repos équivalant au nombre d'heures effectuées au-delà de 35 heures sont octroyées selon un calendrier préétabli. Les heures effectuées au-delà de 39 heures par semaine ainsi que, à l'exclusion de ces dernières, celles effectuées au-delà de 35 heures en moyenne sur les 4 semaines sont des heures supplémentaires. La modification des dates fixées pour la prise des jours RTT est soumise à délai prévenance de 7 jours minimum.
2. Jours RTT sur l'année: Dans ce cas, constituent des heures supplémentaires, celles effectuées au-delà de 39 heures ainsi que, à l'exclusion de ces dernières, les heures effectuées au-delà de 1 607 heures (ou d'un plafond conventionnel inférieur). L'accord doit préciser comment sont pris ces jours, qui sont fixés pour partie au choix du salarié et pour partie au choix de l'employeur. Deux logiques peuvent exister: le salarié dispose d'un nombre forfaitaire de jours RTT (exemple : 22 sur l'année) ou ce nombre dépend du temps de travail effectivement réalisé hebdomadairement au-delà de 35 heures.

- Le calcul par cycle: les cycles de travail sont une répartition du temps du travail à l'intérieur d'un cycle qui se répète à l'identique d'un cycle à l'autre (exemple: un cycle de 4 semaines 33h/42h/25h/40h). Dans ce cas, seules sont considérées comme heures supplémentaires celles qui dépassent la durée moyenne de trente-cinq heures calculée sur la durée du cycle de travail. Ce système est fréquemment utilisé dans le secteur médical et médico-social.
- Modulation annualisation : sur l'année ou une période plus courte, la durée du travail hebdomadaire fluctue selon un calendrier préétabli entre un plafond haut et un plafond bas. Les heures supplémentaires sont alors les heures effectuées au-delà de 1607 heures par an ainsi que celles effectuées au-delà du plafond hebdomadaire. Ce type d'organisation du temps de travail est destinée particulièrement aux structures connaissant de fortes variations d'activité avec des périodes «hautes» alternant avec des périodes creuses.

Ces systèmes dérogatoires de décompte des heures supplémentaires et modalités d'organisation du temps de travail ont introduit plus de flexibilité. En pratique, ils ont pour effet de générer moins d'heures supplémentaires. 

#### Depuis 2008
Depuis août 2008, l'ensemble de ces dispositifs a été fusionné sous un seul régime. 
La loi introduit aussi la possibilité d'une organisation de la répartition de la durée du travail sur plus d'une semaine par décret en l'absence d'accord collectif.
Les organisations issues des négociations menées au moment de l'application des 35 heures restent néanmoins applicables, la loi portant rénovation de la démocratie sociale et réforme du temps de travail prévoyant que les accords conclus en application des dispositions législatives antérieures à sa publication restent en vigueur.

### Repos compensateur
Introduit dans le code du travail en 1976, ce droit à repos était initialement égal à 20 % du temps de travail accompli en heures supplémentaires au-delà de quarante-quatre heures dans les entreprises de plus de dix salariés.
Il en existait, jusqu'à une date récente[Quand ?], deux types différents : le repos compensateur obligatoire et le repos compensateur de remplacement. Le premier a été supprimé par la loi du 20 août 2008 et remplacé par une contrepartie obligatoire en repos ; le second se substitue au paiement majoré de l'heure supplémentaire et est maintenant dénommé repos compensateur équivalent.

#### Repos compensateur équivalent
Il est une alternative au paiement majoré des heures supplémentaires. Ce repos équivaut au nombre d'heures supplémentaires réalisées augmenté de la majoration : ainsi, 4 heures supplémentaires payées à 125 % peuvent se convertir en 5 heures de repos compensateur.
Lorsqu'un salarié a acquis un droit à repos compensateur de 7 heures, il peut demander à prendre ce repos par demi-journée ou journée entière. Il appartient à son employeur de l'informer de ses droits et de lui permettre de prendre ce repos dans un délai de 2 mois (pouvant être porté à 6 mois par accord collectif).

### Contrepartie obligatoire en repos
La loi du 20 août 2008, qui a modifié les règles relatives à la fixation et à l'usage du contingent d'heures supplémentaires, a également modifié l'exercice du droit à un repos résultant de son dépassement.
Les caractéristiques et les conditions de prise de la contrepartie obligatoire en repos due pour toute heure supplémentaire accomplie au-delà du contingent annuel sont déterminées en premier lieu par une convention ou un  accord collectif d'entreprise ou d'établissement. À défaut, elles le sont par une convention ou un accord de branche. L'État n'intervient par le biais d'un décret qu'à défaut d'accord collectif.
Le Conseil constitutionnel ayant partiellement censuré le texte voté par le Parlement, la durée de cette contrepartie reste du ressort de la loi. 
Elle est donc maintenue à 50 % pour les entreprises de vingt salariés au plus et à 100 % pour les entreprises de plus de vingt salariés, soit la durée antérieure du repos compensateur obligatoire.
Les dernières modifications législatives ont supprimé, dans les entreprises de plus de 20 salariés, le droit à un repos de 50 % lors de la réalisation, au sein du contingent, d'heures supplémentaires au-delà de 41 heures par semaine. Toutefois, un  accord collectif peut, selon les termes de la loi, « prévoir qu'une contrepartie en repos est accordée au titre des heures supplémentaires accomplies dans la limite du contingent ».

### Contingent d'heures supplémentaires
Ce contingent fixe le nombre d'heures supplémentaires que peut faire réaliser un employeur à ses salariés au cours d'une année, après information de l'inspection du travail. Il est déterminé par un accord d'établissement ou d'entreprise, ou à défaut de branche (contingent conventionnel) et à défaut, par décret (improprement appelé contingent légal). Le décret applicable prévoit actuellement un contingent d'un volume de 220 heures. Il n'y a plus de contingent spécifique en cas de modulation.
Pour le calcul du contingent, sont prises en compte les heures effectuées au-delà de trente-cinq heures par semaine. Cependant, transitoirement jusqu'au 1er octobre 2007 et en l'absence d'accord collectif sur le taux de majoration des heures supplémentaires, pour les entreprises de vingt salariés au plus, le seuil de décompte était fixé à trente-six heures. Les multiples contingents conventionnels sont d'un volume très variable. Ils peuvent être inférieurs mais également supérieurs au contingent règlementaire.
Les heures supplémentaires dont la contrepartie est octroyée sous la forme d'un repos compensateur de remplacement ne s'imputent pas sur ce contingent.
Depuis août 2008, le dépassement du contingent ne nécessite plus l'accord de l'inspection du travail.  L'avis du comité d'entreprise ou, à défaut, des délégués du personnel, s'il en existe, doit cependant être recueilli avant ce dépassement. Il entraîne la génération au bénéfice du salarié d'une contrepartie obligatoire en repos.
Sont exclus du contingent des heures supplémentaires les cadres dirigeants, les cadres en forfait jours annuel et les salariés (cadres ou itinérants) en forfait heures annuel.

#### «Heures choisies»
La loi du 20 août 2008 a abrogé le dispositif sans remettre en cause les accords collectifs conclus avant son entrée en vigueur.
Le principe depuis mai 2005 était que, à condition qu'une convention ou un accord de branche, de groupe, d'entreprise ou d'établissements le prévoit, il était possible pour un salarié de travailler au-delà du contingent d'heures supplémentaires applicable dans l'établissement ou dans l'entreprise, sans toutefois dépasser les durées maximales du travail. Ces heures dites « choisies » ne sont pas soumises à l'autorisation de l'inspecteur du travail et n'ouvrent pas droit au repos compensateur obligatoire sauf accord contraire. La décision d'instaurer ces heures revient uniquement à l'employeur, mais nécessite l'accord du salarié. 

### Information, contrôle et sanction
Le bulletin de paie doit mentionner le nombre d'heures supplémentaires effectuées au cours du mois ainsi que les taux de majoration correspondants.
Par ailleurs, l'employeur doit tenir, dès lors que les horaires sont individuels, des documents de décomptes du temps de travail comportant un relevé du nombre d'heures de travail effectuées chaque jour et un récapitulatif de la durée hebdomadaire effective.
En cas d'horaire collectif, l'affichage de celui-ci constitue le moyen de contrôle, le travail ne devant pas avoir lieu en dehors des plages horaires affichées.
Les infractions aux dispositions relatives au paiement des heures supplémentaires, à l'octroi des repos compensateur et au contingent sont passibles de l'amende prévue pour les contraventions de la 4º classe.
De plus, s'agissant de la preuve des heures supplémentaires et selon l’article L. 3171-4 du Code du travail, « en cas de litige relatif à l’existence ou au nombre d’heures de travail accomplies, l’employeur fournit au juge les éléments de nature à justifier les horaires effectivement réalisés par le salarié. Au vu de ces éléments et de ceux fournis par le salarié à l’appui de sa demande, le juge forme sa conviction après avoir ordonné, en cas de besoin, toutes les mesures d’instruction qu’il estime utiles. Si le décompte des heures de travail accomplies par chaque salarié est assuré par un système d’enregistrement automatique, celui-ci doit être fiable et infalsifiable ».
Quant aux salariés au forfait jour, par un arrêt du 6 juillet 2011, la Cour de cassation a jugé que « en cas de litige relatif à l’existence ou au nombre de jours de travail effectués par le salarié dans le cadre d’une convention de forfait jours, l’employeur doit fournir au juge les éléments de nature à justifier des jours effectivement travaillés par le salarié ; au vu de ces éléments et de ceux fournis par le salarié à l’appui de sa demande, le juge forme sa conviction après avoir ordonné, en cas de besoin, toutes les mesures d’instruction qu’il estime utiles ; ainsi la preuve n’incombe spécialement à aucune des parties, et le juge ne peut, pour rejeter une demande de paiement de jours travaillés, se fonder sur l’insuffisance des preuves apportées par le salarié mais doit examiner les éléments de nature à justifier les jours effectivement travaillés par le salarié et que l’employeur est tenu de lui fournir ». Ainsi, la Cour de cassation retient, comme régime de la preuve des jours travaillés par un salarié relevant d’une convention de forfait jours, celui issu de l’article L. 3171-4 du Code du travail sur la preuve des heures supplémentaires. Sans fondement textuel, cette solution prétorienne n’est justifiée que par la volonté de la Cour de cassation de répartir la charge de la preuve entre le salarié et l’employeur.
La sous déclaration intentionnelle sur les bulletins de salaire du nombre réel des heures supplémentaires relève du délit de travail dissimulé.

### Défiscalisation
Des mesures de défiscalisation des heures supplémentaires ont été prises par le gouvernement de François Fillon en 2007. Selon l'ACOSS, la caisse nationale des URSSAF, 37 % des entreprises y ont eu recours en 2007-2008. Pour les revenus de l'année 2022 (qui doivent être déclarés et imposés en 2023), les heures supplémentaires ne sont pas soumises à l'impôt sur le revenu dans une limite de rémunération nette imposable fixée à 7.500 euros par an et par salarié,,.